# Dedé Lins
Dedé Lins (Salvador, 28 novembro de 1972) é um artista plástico baiano que reside entre o Brasil e Espanha. Seu trabalho é marcado pela heterogeneidade estética, conceitual, material e processual. Dedé trabalha na interseção da arte com o design. Desta última disciplina extrai as ferramentas técnicas e conceituais que lhe permitem transformar e operar com propósito simbólico, sistemático e sintetizador.
Sua obra apresenta um diálogo geométrico de traços e cores, resultado da fusão de influências contemporâneas como a arquitetura, o design, a moda e a arte urbana. Sua produção explora o encontro entre o digital e o analógico. Processos digitais se misturam com trabalhos manuais, a partir da matérias como couro, borracha, alumínio, papelão e madeira.
Seu trabalho sofre influências minimalistas e da herança concreta brasileira, assim como da arte africana. O resultado são abstrações geométricas e imagens gráficas, com visual étnico, urbano e tecnológico. Além do Brasil, o artista exibiu suas obras em países como Uruguai, Espanha, Angola e Luxemburgo.

## Trajetória
Ao final de 1996, Renato de Almeida Lins se formou em Publicidade e Propaganda pela Universidade Católica de Salvador. Em abril de 1997, mudou-se para Barcelona e pós-graduou-se no ano seguinte em design gráfico na Universitat de Barcelona. Estabeleceu residência fixa na cidade da Catalunha, onde trabalhou e colaborou com artistas e designers como Flávio Morais, Javier Mariscal e David Ruiz.
Nos primeiros anos em Barcelona, participou de exposições coletivas no Espaço Cultural La Santa, na Galeria Llucià Homs e Convent de Sant Augusti. Nesse período explorou diferentes técnicas e materiais como: pintura, colagens com papelão, latas, tampinhas, tecidos, espelhos e madeiras. Realizou um curso de gravura na Escola Massana, com a pintora gravadora Montse Gomis.
Em 2004, Dedé retomou o contato com Salvador para montar sua primeira exposição individual na cidade. O artista apresentou a exposição BABCN, na SaladeArte. A partir de 2005, iniciou o trânsito entre Salvador e Barcelona. Neste período, o artista se aproxima do mundo da arte urbana. Em 2008, junto aos Vaqueros de Barcelona, grupo de artistas urbanos independentes da cidade, Dedé realizou projetos coletivos, como DJs Contra La Fam e MurMurs. Em 2009, realizou a sua segunda exposição individual, apresentando o site-specific Work in Progress no espaço expositivo SaladeArte da UFBa. 
Em 2010, realizou a exposição Carroceromen, em parceria com o artista menorquino Hombre López na Galeria VidrArt em Minorca. No mesmo ano, participou da II Trienal de Luanda, Geografias Emocionais Arte e Afetos, com o projeto coletivo 3 Pontes, sob curadoria de Daniel Rangel, onde também realizou a sua primeira residência artística internacional.
A partir de 2011, troca Salvador por São Paulo em suas temporadas brasileiras. Em 2013, realizou a mostra individual 4x4 no espaço cultural Tag and Juice. No mesmo ano, participou da exposição coletiva Carpintaria para Todos da galeria Fortes D’Aloia & Gabriel.
Em 2018, o artista realizou sua primeira exposição individual em São Paulo, Entrelinhas na galeria Arte Hall. Foram exibidos recortes produzidos ao longo dos últimos dez anos, no qual demonstrou uma coerente trajetória formal, simultaneamente rigorosa e livre. No ano seguinte, o artista apresenta Cor Apropriada, um resgate visual à tradição concreta e abstrata brasileira dos anos 1950, sua segunda exposição individual paulista, sob curadoria de Daniel Rangel também na Arte Hall. Em 2019, participou da exposição Geometrias Urbanas na Galeria Zielinsky, que dialogava sob a interpretação das formas e sua influência no contexto urbano.
Em 2021, realizou sua primeira residência no Piramidón, Centre d’Art Contemporani em Barcelona. Em 2022, o artista participou da exposição Utopias e Distopias no Museu de Arte Moderna da Bahia que apresentava o posicionamento das utopias artísticas no enfrentamento das distopias impostas ao longo do século. No mesmo ano, Dedé apresentou a Streamline, sua primeira exposição individual em Barcelona. Sob curadoria de Jordi Garrido, seus trabalhos conectam a cultura latina com a arte concreta pós 2º Guerra mundial em formas geométricas. Em 2023, participou da exposição Contraste de la Forma na galeria Zielinsky, a mostra dialogava sobre o abstracionismo geométrico e sua influência nas obras de artistas latino-americanos.